# Fonálkígyófélék
A fonálkígyófélék (Leptotyphlopidae) a hüllők (Reptilia) osztályába a  pikkelyes hüllők (Squamata) rendjébe és a kígyók (Serpentes) alrendjébe tartozó család.

2 nem és 89 faj tartozik a családba.

## Rendszerezés
A családba az alábbi nemek és fajok tartoznak
- Leptotyphlops (Fitzinger, 1843) – 88 faj
  - Leptotyphlops affinis
  - Leptotyphlops albifrons
  - Leptotyphlops albipunctus
  - Leptotyphlops albiventer
  - Leptotyphlops anthracinus
  - Leptotyphlops asbolepis
  - Leptotyphlops australis
  - Leptotyphlops bicolor
  - Leptotyphlops bilineatus
  - Leptotyphlops blanfordii
  - Leptotyphlops borapeliotes
  - Leptotyphlops borrichianus
  - Leptotyphlops boulengeri
  - Leptotyphlops brasiliensis
  - Leptotyphlops bressoni
  - Leptotyphlops brevicaudus
  - Leptotyphlops brevissimus
  - Leptotyphlops broadleyi
  - Leptotyphlops burii
  - Leptotyphlops cairi
  - Leptotyphlops calypso
  - Leptotyphlops collaris
  - Leptotyphlops columbi
  - Leptotyphlops conjunctus
  - Leptotyphlops cupinensis
  - Leptotyphlops debilis
  - Leptotyphlops diaplocius
  - Leptotyphlops dimidiatus
  - Leptotyphlops dissimilis
  - Leptotyphlops distanti
  - Leptotyphlops drewesi
  - Leptotyphlops dugandi
  - Karcsú vakkígyó (Leptotyphlops dulcis)
  - Leptotyphlops emini
  - Leptotyphlops filiformis
  - Leptotyphlops fitzingeri
  - Leptotyphlops gestri
  - Leptotyphlops goudotii
  - Leptotyphlops gracilior
  - Leptotyphlops guayaquilensis
  - Leptotyphlops hamulirostris
  - Törpe vakkígyó (Leptotyphlops humilis)
  - Leptotyphlops joshuai
  - Leptotyphlops koppesi
  - Leptotyphlops labialis
  - Leptotyphlops leptepileptus
  - hosszúfarkú fonálkígyó (Leptotyphlops longicaudus)
  - Leptotyphlops macrolepis
  - Leptotyphlops macrops
  - Leptotyphlops macrorhynchus
  - Leptotyphlops macrurus
  - Leptotyphlops maximus
  - Leptotyphlops melanotermus
  - Leptotyphlops melanurus
  - Leptotyphlops munoai
  - Leptotyphlops narirostris
  - Leptotyphlops nasalis
  - Leptotyphlops natatrix
  - Leptotyphlops nicefori
  - Leptotyphlops nigricans
  - Leptotyphlops nursii
  - Leptotyphlops occidentalis
  - Leptotyphlops perreti
  - Leptotyphlops peruvianus
  - Leptotyphlops pyrites
  - Leptotyphlops reticulatus
  - Leptotyphlops rostratus
  - Leptotyphlops rubrolineatus
  - Leptotyphlops rufidorsus
  - Leptotyphlops salgueiroi
  - Leptotyphlops scutifrons
  - hétcsíkos fonálkígyó (Leptotyphlops septemstriatus)
  - Leptotyphlops signatus
  - Leptotyphlops striatulus
  - Leptotyphlops subcrotillus
  - Leptotyphlops sundewalli
  - Leptotyphlops teaguei
  - Leptotyphlops telloi
  - Leptotyphlops tesselatus
  - Leptotyphlops tricolor
  - Leptotyphlops undecimstriatus
  - Leptotyphlops unguirostris
  - Leptotyphlops variabilis
  - Leptotyphlops vellardi
  - Leptotyphlops weyrauchi
  - Leptotyphlops wilsoni

- Rhinoleptus (Orejas-Miranda, Roux-Estève & Guibé, 1970) – 1 faj
  - Rhinoleptus koniagui